# 東経6度線
東経6度線（とうけい6どせん）は、本初子午線面から東へ6度の角度を成す経線である。北極点から北極海、ヨーロッパ、地中海、アフリカ、大西洋、南極海、南極大陸を通過して南極点までを結ぶ。
東経6度線は、西経174度線と共に大円を形成する。

## 通過する地域一覧
東経6度線は、北極点から南極点まで南に向かって以下の場所を通っている。
| 地理座標                                           | 国土・領土・領海 | 備考                                                                                                   |
| -------------------------------------------------- | ---------------- | --- |
| 北緯90度0分 東経6度0分 / 北緯90.000度 東経6.000度  | 北極海           | |
| 北緯81度19分 東経6度0分 / 北緯81.317度 東経6.000度 | 大西洋           | |
| 北緯62度29分 東経6度0分 / 北緯62.483度 東経6.000度 | ノルウェー       | 北端はムーレ・オ・ロムスダール県Godøya、南端はローガラン県Eigersundの南                                |
| 北緯58度25分 東経6度0分 / 北緯58.417度 東経6.000度 | 北海             | |
| 北緯53度24分 東経6度0分 / 北緯53.400度 東経6.000度 | オランダ         | フリースラント州 オーファーアイセル州 ヘルダーラント州 - アペルドールンとアーネムのすぐ東を通過        |
| 北緯51度50分 東経6度0分 / 北緯51.833度 東経6.000度 | ドイツ           | ノルトライン＝ヴェストファーレン州 - 約10km                                                            |
| 北緯51度44分 東経6度0分 / 北緯51.733度 東経6.000度 | オランダ         | リンブルフ州 北ブラバント州 リンブルフ州                                                               |
| 北緯51度5分 東経6度0分 / 北緯51.083度 東経6.000度  | ドイツ           | ノルトライン＝ヴェストファーレン州 - 約11km                                                            |
| 北緯50度59分 東経6度0分 / 北緯50.983度 東経6.000度 | オランダ         | リンブルフ州                                                                                           |
| 北緯50度48分 東経6度0分 / 北緯50.800度 東経6.000度 | ドイツ           | ノルトライン＝ヴェストファーレン州 - 約2km、アーヘンのすぐ西を通過                                     |
| 北緯50度47分 東経6度0分 / 北緯50.783度 東経6.000度 | オランダ         | リンブルフ州 - 約4km                                                                                   |
| 北緯50度45分 東経6度0分 / 北緯50.750度 東経6.000度 | ベルギー         | |
| 北緯50度11分 東経6度0分 / 北緯50.183度 東経6.000度 | ルクセンブルク   | ルクセンブルク市のすぐ西を通過                                                                         |
| 北緯49度27分 東経6度0分 / 北緯49.450度 東経6.000度 | フランス         | ロレーヌ地域圏 フランシュ＝コンテ地域圏 - ブザンソンを通過 ローヌ＝アルプ地域圏                        |
| 北緯46度14分 東経6度0分 / 北緯46.233度 東経6.000度 | スイス           | 約9km - ジュネーヴのすぐ西を通過                                                                       |
| 北緯46度9分 東経6度0分 / 北緯46.150度 東経6.000度  | フランス         | ローヌ＝アルプ地域圏 プロヴァンス＝アルプ＝コート・ダジュール地域圏 - トゥーロンのすぐ東で地中海に入る |
| 北緯43度6分 東経6度0分 / 北緯43.100度 東経6.000度  | 地中海           | |
| 北緯36度51分 東経6度0分 / 北緯36.850度 東経6.000度 | アルジェリア     | |
| 北緯19度36分 東経6度0分 / 北緯19.600度 東経6.000度 | ニジェール       | |
| 北緯13度42分 東経6度0分 / 北緯13.700度 東経6.000度 | ナイジェリア     | |
| 北緯4度19分 東経6度0分 / 北緯4.317度 東経6.000度   | 大西洋           | サントメ島（ サントメ・プリンシペ）のすぐ西を通過 アンノボン島（ 赤道ギニア）のすぐ東を通過            |
| 南緯60度0分 東経6度0分 / 南緯60.000度 東経6.000度  | 南極海           | |
| 南緯70度1分 東経6度0分 / 南緯70.017度 東経6.000度  | 南極大陸         | ドローニング・モード・ランド（ ノルウェーが領有権を主張）                                              |